# Qeshm
För andra betydelser, se Qeshm (olika betydelser).

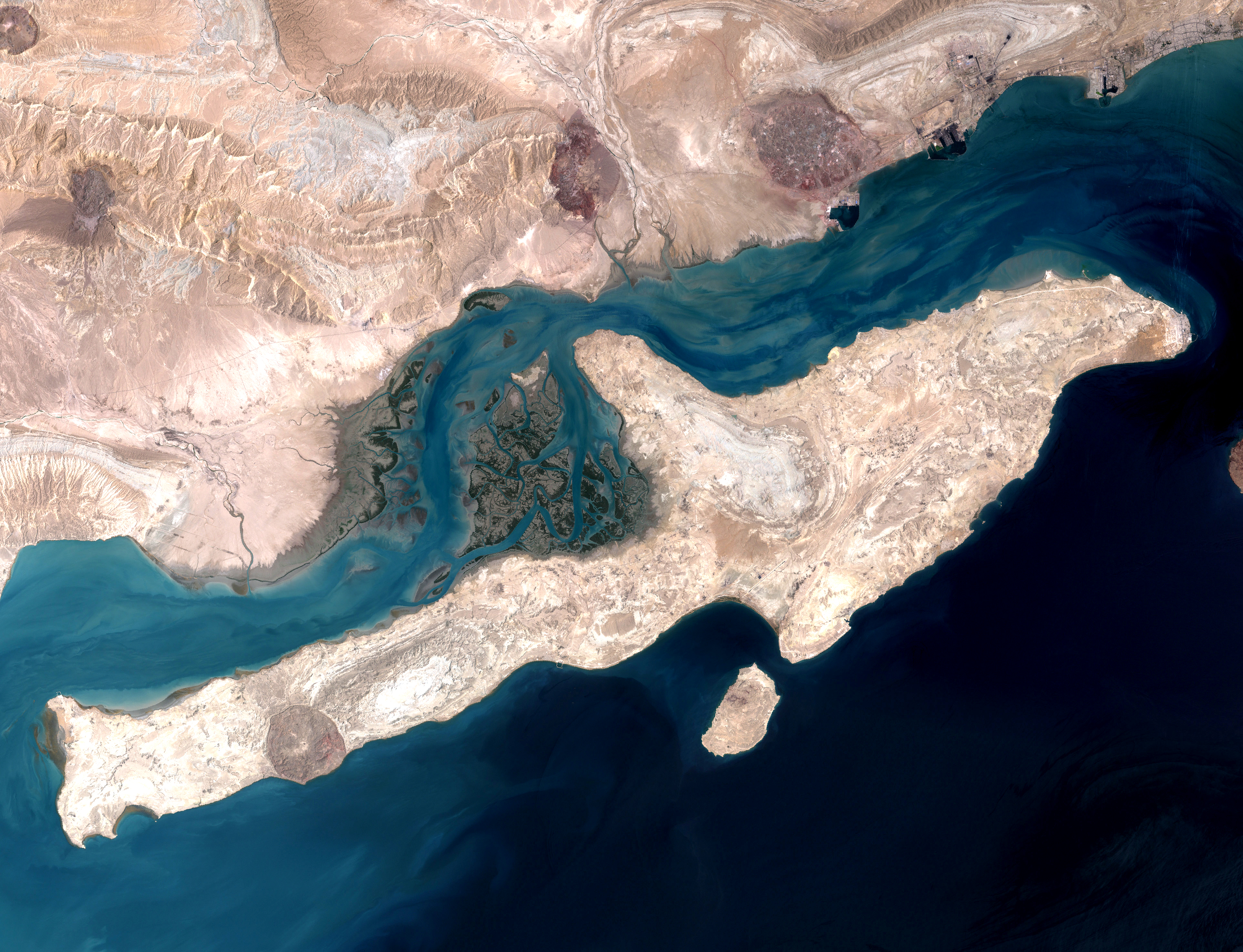
Qeshm sedd från rymden, augusti 2000.

Qeshm, även Qishm eller Kischm, är en långsträckt, smal ö i Hormuzsundet utanför Irans sydkust. Den är den största ön i Persiska viken med en yta på 1200 km² och tillhör iranska provinsen Hormozgan.
Ön utgör största delen av delprovinsen (shahrestan) Qeshm, vars huvudort är hamnstaden Qeshm längst ut på den östra delen av ön.
Den 27 november 2005 inträffade en jordbävning motsvarande 6,1 på richterskalan i södra Iran. På Qeshm dödades tio personer och ett femtiotal skadade.[källa behövs]